# Іршавська міська рада
Ірша́вська міська́ ра́да — адміністративно-територіальна одиниця та орган місцевого самоврядування в Хустському районі Закарпатської області. Адміністративний центр — місто Іршава.

## Загальні відомості
Іршавська міська рада утворена в 1982 році.
- Населення ради: 10 311 осіб (станом на 2001 рік)
- Територією ради протікають річки Іршавка, Синявка

## Населені пункти
Міській раді підпорядковані населені пункти:
- м. Іршава
- с. Собатин

## Склад ради
Рада складається з 30 депутатів та голови.
- Голова ради: Бобик Степан Степанович
- Секретар ради: Рацин Тетяна Василівна

### Керівний склад попередніх скликань
| Прізвище, ім'я, по батькові | Основні відомості                                  | Дата обрання | Дата звільнення |
| --------------------------- | -------------------------------------------------- | ------------ | --------------- |
| Палінчак Іван Іванович      | Міський голова, 1958 року народження, безпартійний | 26.03.2006   | 31.10.2010      |
| Бобик Степан Степанович     | Міський голова, 1953 року народження, освіта вища  | 31.10.2010   |                 |

Примітка: таблиця складена за даними сайту Верховної Ради України

### Депутати
За результатами місцевих виборів 2010 року депутатами ради стали:

#### За суб'єктами висування
| Суб'єкт висування                                       | Кількість обраних депутатів | %    |
| ------------------------------------------------------- | --------------------------- | ---- |
| Партія «Відродження»                                    | 8                           | 26,7 |
| Єдиний Центр                                            | 5                           | 16,7 |
| Партія регіонів                                         | 5                           | 16,7 |
| Політична партія Всеукраїнське об'єднання «Батьківщина» | 5                           | 16,7 |
| Політична партія «Фронт Змін»                           | 3                           | 10   |
| Політична партія «Наша Україна»                         | 2                           | 6,7  |
| Політична партія «Сильна Україна»                       | 1                           | 3,3  |
| Соціалістична партія України                            | 1                           | 3,3  |

#### За округами
| № округу                                                | Прізвище, ім'я, по батькові    | Дата визнання обраним | Освіта             | Партійна приналежність                        | Відомості про обраного депутата                                       |
| ------------------------------------------------------- | ------------------------------ | --------------------- | ------------------ | --------------------------------------------- | --------------------------------------------------------------------- |
| Єдиний Центр                                            |                                |                       |                    |                                               |                                                                       |
| б/м                                                     | Прокоп Георгій Георгійович     | 03.11.2010            | вища               | позапартійний                                 | пенсіонер                                                             |
| б/м                                                     | Хохлов Михайло Максимович      | 03.11.2010            | вища               | позапартійний                                 | КП «Тепломісто», майстер                                              |
| б/м                                                     | Микита Віктор Андрійович       | 03.11.2010            | вища               | член Єдиного Центру                           | приватний підприємець                                                 |
| 12                                                      | Дикий Михайло Михайлович       | 03.11.2010            | вища               | член Єдиного Центру                           | бюро технічної інвентаризації, директор                               |
| 15                                                      | Баник Антон Михайлович         | 03.11.2010            | вища               | член Єдиного Центру                           | Іршавський хлібокомбінат, директор                                    |
| Партія «ВІДРОДЖЕННЯ»                                    |                                |                       |                    |                                               |                                                                       |
| б/м                                                     | Бобик Степан Степанович        | 03.11.2010            | вища               | позапартійний                                 | АТ «Укрсиббанк», начальник відділення № 449                           |
| б/м                                                     | Меренич Роман Андрійович       | 03.11.2010            | вища               | позапартійний                                 | Іршавська районна рада, начальник відділу                             |
| б/м                                                     | Костик Іван Іванович           | 03.11.2010            | вища               | позапартійний                                 | приватний підприємець                                                 |
| б/м                                                     | Січ Михайло Михайлович         | 03.11.2010            | вища               | позапартійний                                 | приватний підприємець                                                 |
| б/м                                                     | Химич Іван Іванович            | 03.11.2010            | середня спеціальна | позапартійний                                 | приватний підприємець                                                 |
| 1                                                       | Станко Олександр Іванович      | 03.11.2010            | вища               | позапартійний                                 | приватний підприємець                                                 |
| 5                                                       | Продан Василь Дмитрович        | 03.11.2010            | вища               | позапартійний                                 | РУ ПАТКБ, спеціаліст                                                  |
| 11                                                      | Пишний Володимир Григорович    | 03.11.2010            | вища               | позапартійний                                 | тимчасово не працює                                                   |
| Партія регіонів                                         |                                |                       |                    |                                               |                                                                       |
| б/м                                                     | Глушко Михайло Михайлович      | 03.11.2010            | вища               | член Партії регіонів                          | приватний підприємець                                                 |
| б/м                                                     | Чепак Руслан Васильович        | 03.11.2010            | вища               | член Партії регіонів                          | податкова інспекція, заступник начальника                             |
| 3                                                       | Попович Валерій Володимирович  | 03.11.2010            | вища               | член Партії регіонів                          | жіноча консультація ЦРЛ, завідувач                                    |
| 4                                                       | Метенько Олександр Іванович    | 03.11.2010            | вища               | член Партії регіонів                          | приватний підприємець                                                 |
| 7                                                       | Манойленко Олександр Пилипович | 03.11.2010            | вища               | член Партії регіонів                          | «Промінвест банк», головний спеціаліст                                |
| Політична партія Всеукраїнське об'єднання «Батьківщина» |                                |                       |                    |                                               |                                                                       |
| б/м                                                     | Терненко Василь Іванович       | 03.11.2010            | вища               | член Всеукраїнського об'єднання «Батьківщина» | НПП «Зачарований край», головний бухгалтер                            |
| б/м                                                     | Коровська Катерина Андріївна   | 03.11.2010            | вища               | член Всеукраїнського об'єднання «Батьківщина» | Іршавське УПЗ № 3, економіст                                          |
| 6                                                       | Рацин Тетяна Василівна         | 03.11.2010            | вища               | член Всеукраїнського об'єднання «Батьківщина» | Іршавська міська рада, секретар                                       |
| 13                                                      | Українець Володимир Семенович  | 03.11.2010            | середня спеціальна | позапартійний                                 | пенсіонер                                                             |
| 14                                                      | Водославська Ольга Василівна   | 03.11.2010            | вища               | член Всеукраїнського об'єднання «Батьківщина» | Іршавська стоматологічна поліклініка, лікар                           |
| Політична партія «Наша Україна»                         |                                |                       |                    |                                               |                                                                       |
| б/м                                                     | Плескач Ігор Михайлович        | 03.11.2010            | вища               | член Політичної партії «Наша Україна»         | спортивний клуб «Сокіл», голова                                       |
| 10                                                      | Завидняк Іван Степанович       | 03.11.2010            | вища               | член Політичної партії «Наша Україна»         | Державний реєстр виборців Іршавської РДА, спеціаліст І категорії      |
| Політична партія «Сильна Україна»                       |                                |                       |                    |                                               |                                                                       |
| 2                                                       | Чедрик Богдан Іванович         | 03.11.2010            | вища               | член Політичної партії «Сильна Україна»       | «Приватбанк», керуючий відділенням                                    |
| Політична партія «Фронт Змін»                           |                                |                       |                    |                                               |                                                                       |
| б/м                                                     | Куртинець Олександр Семенович  | 03.11.2010            | середня            | член Політичної партії «Фронт Змін»           | Національний університет державної податкової служби України, студент |
| б/м                                                     | Матішинець Степан Степанович   | 03.11.2010            | вища               | член Політичної партії «Фронт Змін»           | приватний підприємець                                                 |
| 8                                                       | Дешко Олександр Олександрович  | 03.11.2010            | вища               | член Політичної партії «Фронт Змін»           | приватний підприємець                                                 |
| Соціалістична партія України                            |                                |                       |                    |                                               |                                                                       |
| 9                                                       | Дубець Ярослав Петрович        | 03.11.2010            | вища               | позапартійний                                 | КП "Агенція місцевого розвитку «Іршавщина», юрисконсульт              |